# Russell Fletcher
Pour les articles homonymes, voir Fletcher.
Russell Fletcher est un acteur et scénariste australien.

## Filmographie

### comme acteur
- 1991 : Boys from the Bush (série TV) : Stevie Stranks (1992)
- 1993 : Eight Ball
- 1992 : Phoenix (série TV) : Kermie (1993)
- 1994 : Aeroplane Dance
- 1994 : Lucky Break : Det. Tyrone
- 1997 : Get a Life (série TV) : David Carter
- 1997 : One Way Ticket (TV) : Geoff

### comme scénariste
- 2000 : One Size Fits for All (série TV)